# 2009-es Eurovíziós Dalfesztivál
A 2009-es Eurovíziós Dalfesztivál (angolul: Eurovision Song Contest 2009, franciául: Concours Eurovision de la chanson 2009, oroszul: Конкурс песни «Евровидение 2009») volt az ötvennegyedik Eurovíziós Dalfesztivál, melynek Oroszország fővárosa, Moszkva adott otthont, mivel a 2008-as Eurovíziós Dalfesztivál az orosz Dima Bilan Believe című számának győzelmével zárult.
A verseny helyszíne a moszkvai Olimpiai Stadion volt.

## A résztvevők

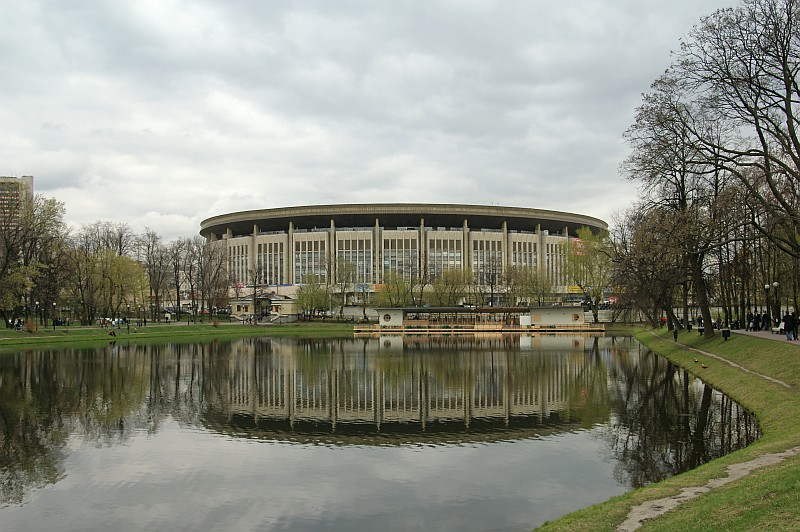
A verseny helyszínéül szolgáló Olimpiai Stadion.

Szlovákia az 1998-as Eurovíziós Dalfesztivál óta először vett részt a dalversenyen. Grúzia a 2008-as orosz–grúz háború után bejelentette visszalépését. Novemberben Grúzia megnyerte a Junior Eurovíziós Dalversenyt, majd néhány héttel később a GPB bejelentette, hogy mégis részt vesz a versenyen. Végül 2009. március 11-én Grúzia bejelentette visszalépését, miután az EBU elmarasztalta a "We don't wanna put in" című dalukat politikai tartalma miatt.
San Marino előzetesen jelentkezett a versenyre, végül pénzügyi okok miatt visszalépett. Így negyvenkét ország vett részt a versenyen.
| Ország              | Műsorsugárzó       | Előadó                           | Dal                                 | Nyelv              | Dalszerző(k)                                                                                               |
| ------------------- | ------------------ | -------------------------------- | ----------------------------------- | ------------------ | --- |
| Albánia             | RTSH               | Kejsi Tola                       | Carry Me In Your Dreams             | angol              | Agim Doçi Edmond Zhulali                                                                                   |
| Andorra             | RTVA               | Susanne Georgi                   | La teva decisió (Get a Life)        | katalán, angol     | Rune Braager Lene Dissing Pernille Georgi Susanne Georgi Josep Roca Vila Marcus Winther-John               |
| Azerbajdzsán        | İTV                | AySel és Arash                   | Always                              | angol              | Johan Bejerholm Marcus Englöf Arash Labaf Alex Papaconstantinou Robert Uhlmann Anderz Wrethov Elin Wrethov |
| Belgium             | RTBF               | Copycat                          | Copycat                             | angol              | Jacques Duvall Benjamin Schoos                                                                             |
| Bosznia-Hercegovina | BHRT               | Regina                           | Bistra voda                         | bosnyák            | Aleksandar Čović                                                                                           |
| Bulgária            | BNT                | Krassimir Avramov                | Illusion                            | angol              | Kraszimir Avramov Casie Tabanau William Tabanau                                                            |
| Ciprus              | CyBC               | Christina Metaxa                 | Firefly                             | angol              | Nikolász Metaxász                                                                                          |
| Csehország          | ČT                 | Gipsy.cz                         | Aven Romale                         | angol, cigány      | Radoslav Banga "Gipsy"                                                                                     |
| Dánia               | DR                 | Brinck                           | Believe Again                       | angol              | Lars Halvor Jensen Ronan Keating Martin Michael Larsson                                                    |
| Egyesült Királyság  | BBC                | Jade Ewen                        | It’s My Time                        | angol              | Andrew Lloyd Webber Diane Warren                                                                           |
| Észtország          | ERR                | Urban Symphony                   | Rändajad                            | észt               | Sven Lõhmus                                                                                                |
| Fehéroroszország    | BTRC               | Petr Elfimov                     | Eyes That Never Lie                 | angol              | Pjotr Jalfimav Valerij Prahozsij                                                                           |
| Finnország          | Yle                | Waldo’s People                   | Lose Control                        | angol              | Karima Annie Kratz-Gutå Ari Lehtonen Waldo                                                                 |
| Franciaország       | France Télévisions | Patricia Kaas                    | Et s’il fallait le faire            | francia            | Fred Blondin Anse Lazio                                                                                    |
| Görögország         | ERT                | Sakis Rouvas                     | This Is Our Night                   | angol              | Cameron Giles-Webb Dimítrisz Kondópulosz Craig Porteils                                                    |
| Hollandia           | NOS                | The Toppers                      | Shine                               | angol              | Gordon Heuckeroth                                                                                          |
| Horvátország        | HRT                | Igor Cukrov és Andrea            | Lijepa Tena                         | horvát             | Tonči Huljić Vjekoslava Huljić                                                                             |
| Írország            | RTÉ                | Sinéad Mulvey és Black Daisy     | Et Cetera                           | angol              | Jonas Gladnikoff Niall Mooney Daniele Moretti Christina Schilling                                          |
| Izland              | RÚV                | Yohanna                          | Is It True?                         | angol              | Tinatin Japaridze Christopher Neil Óskar Páll Sveinsson                                                    |
| Izrael              | IBA                | Noa és Mira Awad                 | There Must Be Another Way           | angol, héber, arab | Mira Awad Gil Dor Noa                                                                                      |
| Lengyelország       | TVP                | Lidia Kopania                    | I Don’t Wanna Leave                 | angol              | Dee Adam Rike Boomgaarden Alex Geringas Bernd Klimpel                                                      |
| Lettország          | LTV                | Intars Busulis                   | Probka                              | orosz              | Jānis Elsbergs Kārlis Lācis Sergejs Timofejevs                                                             |
| Litvánia            | LRT                | Sasha Son                        | Love                                | angol, orosz       | Dmitrij Šavrov                                                                                             |
| Macedónia           | MRT                | Next Time                        | Nešto što kje ostane                | macedón            | Jovan Jovanov Damjan Lazarov Elvir Mekić                                                                   |
| Magyarország        | MTV                | Ádok Zoli                        | Dance With Me                       | angol              | Kasai Jnoffin Szabó Zé                                                                                     |
| Málta               | PBS                | Chiara                           | What If We                          | angol              | Gregory Bilsen Marc Paelinck                                                                               |
| Moldova             | TRM                | Nelly Ciobanu                    | Hora din Moldova                    | román, angol       | Nelly Ciobanu Veaceslav Daniliuc Andrei Hadjiu                                                             |
| Montenegró          | RTCG               | Andrea Demirović                 | Just Get Out of My Life             | angol              | Bernd Meinunger José Juan Santana Rodríguez Ralph Siegel                                                   |
| Németország         | NDR                | Alex Swings! Oscar Sings!        | Miss Kiss Kiss Bang                 | angol              | Alex Christensen Steffen Häfelinger                                                                        |
| Norvégia            | NRK                | Alexander Rybak                  | Fairytale                           | angol              | Alexander Rybak                                                                                            |
| Oroszország         | Pervij Kanal       | Anastasiya Prikhodko             | Mamo                                | orosz, ukrán       | Diana Golde Konstantin Meladze                                                                             |
| Örményország        | AMPTV              | Inga & Anush                     | Jan Jan                             | angol, örmény      | Avet Barszegján Mane Hakobján Vardan Zadoján                                                               |
| Portugália          | RTP                | Flor-de-Lis                      | Todas as ruas do amor               | portugál           | Pedro Marques Paulo Pereira                                                                                |
| Románia             | TVR                | Elena                            | The Balkan Girls                    | angol              | Ovidiu Bistriceanu Laurențiu Duță Daris Mangal Alexandru Pelin                                             |
| Spanyolország       | RTVE               | Soraya Arnelas                   | La noche es para mí                 | spanyol            | Jason Gill Irini Michas Felipe Pedroso Dimitri Stassos                                                     |
| Svájc               | SRG SSR            | Lovebugs                         | The Highest Heights                 | angol              | Lovebugs Florian Senn Adrian Sieber Thomas Rechberger                                                      |
| Svédország          | SVT                | Malena Ernman                    | La voix                             | francia, angol     | Malena Ernman Fredrik Kempe                                                                                |
| Szerbia             | RTS                | Marko Kon és Milaan              | Cipela                              | szerb              | Aleksandar Kobac Marko Kon Milan Nikolić                                                                   |
| Szlovákia           | STV                | Kamil Mikulčík és Nela Pocisková | Leť tmou                            | szlovák            | Rastislav Dubovský Petronela Kolevská Anna Žigová                                                          |
| Szlovénia           | RTVSLO             | Quartissimo és Martina           | Love Symphony                       | angol, szlovén     | Andrej Babić Saša Lendero                                                                                  |
| Törökország         | TRT                | Hadise                           | Düm tek tek                         | angol              | Hadise Açıkgöz Sinan Akçıl Stefaan Fernande                                                                |
| Ukrajna             | NTU                | Svetlana Loboda                  | Be My Valentine! (Anti-Crisis Girl) | angol              | Szvitlana Loboda Jevgenyij Matyusenko                                                                      |

### Visszatérő előadók
Másodszor vett részt a görög Sakis Rouvas, aki a 2004-es Eurovíziós Dalfesztiválon 3. helyen végzett, a 2006-os athéni versenyen pedig műsorvezető volt. A máltai énekesnő, Chiara már harmadszor szerepelt: 1998-ban 3. volt, 2005-ben a 2. helyen végzett.
| Előadó       | Ország      | Előző év(ek) |
| ------------ | ----------- | ------------ |
| Sakis Rouvas | Görögország | 2004         |
| Chiara       | Málta       | 1998, 2005   |

### A magyar résztvevő
| #  | Előadó       | Dal                | Jegyzet         |
| -- | ------------ | ------------------ | --------------- |
| 1. | Zentai Márk  | If You Wanna Party | diszkvalifikált |
| 2. | Tompos Kátya | Magányos csónak    | visszalépett    |
| 3. | Ádok Zoli    | Dance with Me      | végső induló    |

A Magyar Televízió 2009. január 14-én hozott nyilvánosságra egy pályázati felhívást az előadók számára, akik február 2-áig adhatták le jelentkezésüket. A beérkezett dalok közül egy zsűri választotta ki a magyar résztvevőt. A zsűri tagjai Szulák Andrea, Lengyel Zsolt, Szűts László, Gundel Takács Gábor és Harsányi Levente voltak.
Február 3-án hozták nyilvánosságra, hogy az öttagú zsűri Zentai Márk Vigyen a szél című dalát találta a legjobbnak a pályázatra beérkezett 105 mű közül. Nem sokkal a bejelentés után azonban kiderült, hogy a dal már 2004-ben megjelent We Became Friends címen és a svéd Big Brother főcímdala volt, így nem felel meg a verseny szabályainak. Február 4-én a Magyar Televízió bejelentette Márk visszalépését, egyúttal a zsűri új választását, mely Tompos Kátya Magányos csónak című dala volt.
Február 10-én a Magyar Televízió bejelentette, hogy Tompos Kátya színházi elfoglaltságaira hivatkozva visszalépett a szerepléstől.

Február 23-án egy sajtókonferencián jelentette be a zsűri a végleges magyar indulót, amely Ádok Zoltán Dance with Me című dala volt. A dalt a május 14-ei, második elődöntőben adták elő. Mivel ott nem került első tíz közé, nem jutott tovább a május 16-ai döntőbe. A döntő után hozták nyilvánosságra az elődöntők eredményét, ez alapján Magyarország a 15. helyen végzett 16 ponttal, a legtöbb, nyolc pontot Azerbajdzsán adta.

## A versenyszabályok változása

Az első elődöntő résztvevői
Az első elődöntőben szavazó döntősök
A második elődöntő résztvevői
A második elődöntőben szavazó döntősök

2008. szeptember 14-én az EBU Referencia csoportjának moszkvai ülésén született döntés a szavazás lebonyolításának módosításáról. Ennek értelmében a 2009-es dalverseny döntőjében telefonos szavazás és zsűri keveréke döntött a pontokról. Az elődöntő szabályain azonban nem változtattak. Így továbbra is két elődöntőt rendeztek, mindkettőben telefonos szavazással jutott tovább kilenc előadó, egyet pedig a részt vevő országok zsűrijeinek összesített pontszámai alapján választottak ki.
Ugyanitt felvetődött, hogy a "Négy Nagy" ország (Franciaország, Németország, Spanyolország és az Egyesült Királyság) a sorozatos rossz eredmények miatt elveszti automatikus helyét a döntőben, ezt azonban elvetették.
2009. január 30-án Moszkvában sorsolták ki, hogy az elődöntős országok melyik elődöntőben fognak részt venni, illetve hogy az öt döntős országnak melyik elődöntőben lesz szavazati joga.

### Az elődöntők felosztása
A 38 elődöntős országot hat kalapba osztották földrajzi elhelyezkedésük, és szavazási szokásaik alapján, az egy évvel korábban bevezetett módon. A január 30-án tartott sorsoláson a kalapok egyik fele az első elődöntőbe, a másik a második elődöntőbe került. Ennek célja a szavazás igazságosabbá tétele volt.

| 1. kalap                                                                                            | 2. kalap                                                           | 3. kalap                                                                               | 4. kalap                                                              | 5. kalap                                                            | 6. kalap                                                                |
| --------------------------------------------------------------------------------------------------- | ------------------------------------------------------------------ | -------------------------------------------------------------------------------------- | --------------------------------------------------------------------- | ------------------------------------------------------------------- | ----------------------------------------------------------------------- |
| - Albánia - Bosznia-Hercegovina - Észak-Macedónia - Horvátország - Montenegró - Szerbia - Szlovénia | - Dánia - Észtország - Finnország - Izland - Norvégia - Svédország | - Azerbajdzsán - Fehéroroszország - Grúzia - Izrael - Moldova - Örményország - Ukrajna | - Belgium - Bulgária - Ciprus - Görögország - Hollandia - Törökország | - Andorra - Írország - Lettország - Litvánia - Portugália - Románia | - Csehország - Lengyelország - Magyarország - Málta - Svájc - Szlovákia |

## A verseny
A három adásból álló műsorfolyamot élőben, Magyarországon először HD minőségben közvetítette az M1, Gundel Takács Gábor helyszíni kommentálásában. Az adásokat megelőzően Novodomszky Éva műsorvezetésével, egy felvezető műsorban tudhattunk meg kulisszatitkokat, érdekességeket a versenyről.
Először a verseny történetében négy műsorvezető is volt. Az elődöntők során Natalia Vogyanova és Andrej Malahov voltak az est házigazdái, a döntőben pedig Alszu Abramova és Ivan Urgant. Alszu a 2000-es Eurovíziós Dalfesztiválon a második helyen végzett.
Újítás volt az is, hogy az elődöntők eredményhirdetéséhez hagyományos borítékok helyett digitálisat használtak, a két műsorvezető egy gombnyomása után jelent meg a képernyőn a következő továbbjutó.
A döntőt 385 ezren követték figyelemmel az M1-en, annak ellenére, hogy nem jutott be a magyar versenyző a dalfesztivál fináléjába.

## A szavazás
Az elődöntőkben a szavazás a tavalyi évben bevezetett rendszerhez hasonlóan zajlott. A nézők telefonnal szavaztak, és a kilenc legjobb jutott tovább, egy pedig a háttérzsűrik listáján legjobb, még nem továbbjutó dal volt, mely a nézőktől kapott helyezéstől függetlenül továbbjutott a döntőbe. Az elődöntők eredményeit a döntő után hozták nyilvánosságra. Az első elődöntőben a 12. Finnország volt a zsűri szabadkártyása, és akárcsak egy évvel korábban, Macedónia végzett a korábbi években még továbbjutást érő 10. helyen. A második elődöntőben a 13. Horvátországot juttatta tovább a zsűri, és a tavalyi házigazda, Szerbia végzett a 10. helyen.
Az első elődöntőben Csehország nulla ponttal végzett az utolsó helyen, ezzel harmadik szereplésük során már másodszor végeztek az utolsó helyen. 2004 óta először fordult elő, hogy egy ország pont nélkül zárt. Ugyancsak az első elődöntőben, Belgium is mindössze 1 pontot kapott, Örményországtól. A második elődöntőben Lettország zárt az utolsó helyen, a verseny történetében először.
A döntőben módosítottak a szavazás lebonyolításán. A nézők telefonos szavazatai mellett minden országban egy öttagú szakmai zsűri is szavazott. A nézők és a zsűrik listáját összesítették, és ez alapján osztották ki a pontokat. Pontazonosság esetén a nézőktől több pontot kapott dal került előbbre.
A szavazás hamar egyoldalú vált, Norvégia már az első szavazó ország után az élre állt, és végül minden idők legnagyobb pontszámával, 387 ponttal zárták a versenyt. A korábbi rekord Finnország 292 pontja volt 2006-ban. Alexander Rybak Fairytale (Tündérmese) című dala mindegyik szavazó országtól pontot kapott, ez 2004 óta először fordult elő. Emellett rekord mennyiségű tizenhat alkalommal kaptak 12 pontot. A korábbi rekord tíz volt, melyet az 1997-es és a 2005-ös győztes ért el. A 387 pont az elérhető összes pontszámnak a 78,66%-a volt. Ezzel az 1976-os, 1982-es és 1997-es győztes dalok után a negyedik legjobb, bár a másik három esetben lényegesen kevesebb szavazó volt.
A döntőben az első elődöntő győztese, Izland végzett a második helyen, 1999 után másodszor. A győztes és a második helyezett között lévő 169 pontos különbség szintén rekordnak számít.
Finnország a verseny történetében kilencedik alkalommal végzett az utolsó helyen. Egy rekordot magukénak tudhatnak, hiszen 22 pontnál többel még soha senki nem volt utolsó. (Az egy évvel korábbi 14 pont volt eddig a rekord). Érdekesség, hogy az itt fölényes győzelmet arató Norvégia továbbra is a legtöbb utolsó hellyel rendelkező ország, ők tíz alkalommal végeztek az utolsó helyen a korábbi években.
Említésre méltó, hogy 2004 óta először sikerült a Négy Nagy országok egyikének az első tízben végezni. Az Egyesült Királyság Andrew Lloyd Webber által írt dala az ötödik helyen végzett, a francia Patricia Kaas pedig a nyolcadik helyen. Mindkét ország 2002 óta először jutott az első tíz közé.
Érdekesség, hogy Örményország a verseny történetében már másodszor, és eddig utoljára adott pontot – igaz, ekkor csak egyet – a több évtizede ellenségének számító Azerbajdzsánnak.

## Első elődöntő
Az első elődöntőt 2009. május 12-én rendezték tizennyolc ország részvételével. Kilenc továbbjutóról a nézők döntöttek telefonos szavazással, míg a tizedik továbbjutó a háttérzsűrik pontjai által felállított listán első, még nem továbbjutó ország volt. A résztvevőkön kívül  Németország és az  Egyesült Királyság is az első elődöntőben szavazott.
| #  | Ország              | Előadó            | Dal                          | Helyezés | Pontszám |
| -- | ------------------- | ----------------- | ---------------------------- | -------- | -------- |
| 01 | Montenegró          | Andrea Demirović  | Just Get Out of My Life      | 11.      | 44       |
| 02 | Csehország          | Gipsy.cz          | Aven Romale                  | 18.      | 0        |
| 03 | Belgium             | Copycat           | Copycat                      | 17.      | 1        |
| 04 | Fehéroroszország    | Petr Elfimov      | Eyes That Never Lie          | 13.      | 25       |
| 05 | Svédország          | Malena Ernman     | La voix                      | 4.       | 105      |
| 06 | Örményország        | Inga & Anush      | Jan Jan                      | 5.       | 99       |
| 07 | Andorra             | Susanne Georgi    | La teva decisió (Get a Life) | 15.      | 8        |
| 08 | Svájc               | Lovebugs          | The Highest Heights          | 14.      | 15       |
| 09 | Törökország         | Hadise            | Düm tek tek                  | 2.       | 172      |
| 10 | Izrael              | Noa és Mira Awad  | There Must Be Another Way    | 7.       | 75       |
| 11 | Bulgária            | Krassimir Avramov | Illusion                     | 16.      | 7        |
| 12 | Izland              | Yohanna           | Is It True?                  | 1.       | 174      |
| 13 | Macedónia           | Next Time         | Nešto što kje ostane         | 10.      | 45       |
| 14 | Románia             | Elena             | The Balkan Girls             | 9.       | 67       |
| 15 | Finnország          | Waldo’s People    | Lose Control                 | 12.      | 42       |
| 16 | Portugália          | Flor-de-Lis       | Todas as ruas do amor        | 8.       | 70       |
| 17 | Málta               | Chiara            | What If We                   | 6.       | 86       |
| 18 | Bosznia-Hercegovina | Regina            | Bistra voda                  | 3.       | 125      |

### Ponttáblázat
| Narancs: Automatikus döntősök | Szavazók | Szavazók   | Szavazók   | Szavazók | Szavazók | Szavazók   | Szavazók     | Szavazók | Szavazók | Szavazók    | Szavazók | Szavazók | Szavazók | Szavazók  | Szavazók | Szavazók   | Szavazók   | Szavazók | Szavazók            | Szavazók    | Szavazók           |
| Narancs: Automatikus döntősök | Össz     | Montenegró | Csehország | Belgium  |          | Svédország | Örményország | Andorra  | Svájc    | Törökország | Izrael   | Bulgária | Izland   | Macedónia | Románia  | Finnország | Portugália | Málta    | Bosznia-Hercegovina | Németország | Egyesült Királyság |
| ----------------------------- | -------- | ---------- | ---------- | -------- | -------- | ---------- | ------------ | -------- | -------- | ----------- | -------- | -------- | -------- | --------- | -------- | ---------- | ---------- | -------- | ------------------- | ----------- | ------------------ |
| Montenegró                    | 44       |            |            |          | 3        |            | 5            | 1        | 2        | 5           | 1        |          |          | 8         |          |            | 1          | 6        | 10                  | 2           |                    |
| Csehország                    | 0        |            |            |          |          |            |              |          |          |             |          |          |          |           |          |            |            |          |                     |             |                    |
| Belgium                       | 1        |            |            |          |          |            | 1            |          |          |             |          |          |          |           |          |            |            |          |                     |             |                    |
| Fehéroroszország              | 25       | 2          | 1          |          |          | 1          | 4            |          |          |             | 4        | 1        | 1        | 6         |          | 4          |            | 1        |                     |             |                    |
| Svédország                    | 105      |            | 6          | 4        | 7        |            | 8            | 7        | 4        | 4           | 7        |          | 10       | 3         | 4        | 10         | 8          | 8        | 4                   | 4           | 7                  |
| Örményország                  | 99       | 4          | 12         | 10       | 10       | 5          |              |          | 1        | 10          | 10       | 8        | 2        | 2         | 8        | 1          |            |          | 1                   | 10          | 5                  |
| Andorra                       | 8        |            |            |          |          |            |              |          |          | 1           |          |          |          |           |          |            | 4          | 3        |                     |             |                    |
| Svájc                         | 15       |            |            |          | 2        | 2          |              | 2        |          |             |          |          |          |           |          | 5          | 2          |          | 2                   |             |                    |
| Törökország                   | 172      | 8          | 5          | 12       | 6        | 7          | 10           | 5        | 12       |             | 6        | 12       | 7        | 12        | 12       | 7          | 5          | 10       | 12                  | 12          | 12                 |
| Izrael                        | 75       | 5          | 4          | 3        | 4        | 6          | 7            | 8        | 5        | 3           |          | 4        | 6        | 1         | 3        | 6          |            | 4        |                     | 5           | 1                  |
| Bulgária                      | 7        |            |            |          |          |            |              |          |          | 2           |          |          |          | 5         |          |            |            |          |                     |             |                    |
| Izland                        | 174      | 7          | 10         | 7        | 12       | 12         | 12           | 10       | 7        | 8           | 12       | 6        |          | 4         | 10       | 12         | 12         | 12       | 7                   | 6           | 8                  |
| Macedónia                     | 45       | 10         | 3          |          |          |            |              |          | 6        | 6           |          | 10       |          |           | 2        |            |            |          | 8                   |             |                    |
| Románia                       | 67       | 6          |            | 2        | 1        |            | 2            | 4        |          | 7           | 8        | 5        | 4        | 7         |          |            | 10         | 2        | 6                   | 1           | 2                  |
| Finnország                    | 42       | 3          |            | 1        |          | 10         |              | 3        |          |             |          |          | 12       |           | 1        |            | 3          | 5        |                     |             | 4                  |
| Portugália                    | 70       |            | 2          | 6        |          | 3          |              | 12       | 10       |             | 2        | 2        | 8        |           | 7        | 2          |            |          | 3                   | 7           | 6                  |
| Málta                         | 86       | 1          | 7          | 8        | 8        | 4          | 3            | 6        | 3        |             | 5        | 3        | 5        |           | 6        | 3          | 6          |          | 5                   | 3           | 10                 |
| Bosznia-Hercegovina           | 125      | 12         | 8          | 5        | 5        | 8          | 6            |          | 8        | 12          | 3        | 7        | 3        | 10        | 5        | 8          | 7          | 7        |                     | 8           | 3                  |

A sorok és az oszlopok a fellépés sorrendjében vannak rendezve. Az utolsó két oszlopban az itt szavazó automatikus döntősök az angol ábécé szerinti sorrendben találhatók meg.

## Második elődöntő
A második elődöntőt 2009. május 14-én rendezték tizenkilenc ország részvételével. Kilenc továbbjutóról a nézők döntöttek telefonos szavazással, míg a tizedik továbbjutó a háttérzsűrik pontjai által felállított listán első, még nem továbbjutó ország volt. A résztvevőkön kívül  Franciaország,  Oroszország és  Spanyolország is a második elődöntőben szavazott.
| #  | Ország        | Előadó                           | Dal                                 | Helyezés | Pontszám |
| -- | ------------- | -------------------------------- | ----------------------------------- | -------- | -------- |
| 01 | Horvátország  | Igor Cukrov és Andrea            | Lijepa Tena                         | 13.      | 33       |
| 02 | Írország      | Sinéad Mulvey és Black Daisy     | Et Cetera                           | 11.      | 52       |
| 03 | Lettország    | Intars Busulis                   | Probka                              | 19.      | 7        |
| 04 | Szerbia       | Marko Kon és Milaan              | Cipela                              | 10.      | 60       |
| 05 | Lengyelország | Lidia Kopania                    | I Don’t Wanna Leave                 | 12.      | 43       |
| 06 | Norvégia      | Alexander Rybak                  | Fairytale                           | 1.       | 201      |
| 07 | Ciprus        | Christina Metaxa                 | Firefly                             | 14.      | 32       |
| 08 | Szlovákia     | Kamil Mikulčík és Nela Pocisková | Leť tmou                            | 18.      | 8        |
| 09 | Dánia         | Brinck                           | Believe Again                       | 8.       | 69       |
| 10 | Szlovénia     | Quartissimo és Martina           | Love Symphony                       | 16.      | 14       |
| 11 | Magyarország  | Ádok Zoli                        | Dance With Me                       | 15.      | 16       |
| 12 | Azerbajdzsán  | AySel és Arash                   | Always                              | 2.       | 180      |
| 13 | Görögország   | Sakis Rouvas                     | This Is Our Night                   | 4.       | 110      |
| 14 | Litvánia      | Sasha Son                        | Love                                | 9.       | 66       |
| 15 | Moldova       | Nelly Ciobanu                    | Hora din Moldova                    | 5.       | 106      |
| 16 | Albánia       | Kejsi Tola                       | Carry Me In Your Dreams             | 7.       | 73       |
| 17 | Ukrajna       | Svetlana Loboda                  | Be My Valentine! (Anti-Crisis Girl) | 6.       | 80       |
| 18 | Észtország    | Urban Symphony                   | Rändajad                            | 3.       | 115      |
| 19 | Hollandia     | The Toppers                      | Shine                               | 17.      | 11       |

### Ponttáblázat
| Piros: Telefonos szavazás Kék: Zsűri | Szavazók | Szavazók     | Szavazók | Szavazók   | Szavazók | Szavazók      | Szavazók | Szavazók | Szavazók  | Szavazók | Szavazók  | Szavazók     | Szavazók     | Szavazók    | Szavazók | Szavazók | Szavazók | Szavazók | Szavazók   | Szavazók  | Szavazók      | Szavazók    | Szavazók      |
| Piros: Telefonos szavazás Kék: Zsűri | Össz     | Horvátország | Írország | Lettország |          | Lengyelország | Norvégia | Ciprus   | Szlovákia | Dánia    | Szlovénia | Magyarország | Azerbajdzsán | Görögország | Litvánia | Moldova  | Albánia  | Ukrajna  | Észtország | Hollandia | Franciaország | Oroszország | Spanyolország |
| ------------------------------------ | -------- | ------------ | -------- | ---------- | -------- | ------------- | -------- | -------- | --------- | -------- | --------- | ------------ | ------------ | ----------- | -------- | -------- | -------- | -------- | ---------- | --------- | ------------- | ----------- | ------------- |
| Horvátország                         | 33       |              |          |            | 12       |               |          | 2        |           |          | 10        | 1            |              |             |          | 3        | 1        | 1        |            |           |               | 3           |               |
| Írország                             | 52       | 1            |          | 5          | 3        | 3             | 4        |          |           | 10       | 2         |              |              |             | 7        | 2        | 7        |          | 4          | 3         | 1             |             |               |
| Lettország                           | 7        |              |          |            |          |               |          |          |           |          |           |              |              |             | 6        |          |          |          | 1          |           |               |             |               |
| Szerbia                              | 60       | 12           |          |            |          |               | 2        | 4        |           |          | 12        | 2            |              | 5           |          |          |          |          |            | 6         | 12            |             | 5             |
| Lengyelország                        | 43       |              | 10       |            |          |               | 3        |          | 3         | 3        |           |              | 1            | 1           | 3        | 1        | 6        | 6        |            | 2         | 4             |             |               |
| Norvégia                             | 201      | 8            | 8        | 10         | 8        | 10            |          | 8        | 10        | 12       | 8         | 10           | 12           | 8           | 12       | 10       | 8        | 10       | 12         | 12        | 3             | 10          | 12            |
| Ciprus                               | 32       |              | 2        | 1          | 2        |               |          |          | 1         | 7        |           |              |              | 12          | 1        |          |          |          | 6          |           |               |             |               |
| Szlovákia                            | 8        |              | 1        |            |          |               |          |          |           |          |           |              |              |             |          |          | 4        | 2        |            |           |               | 1           |               |
| Dánia                                | 69       | 2            | 7        | 3          |          | 1             | 12       | 3        |           |          | 5         | 3            | 2            | 2           | 5        |          | 5        |          | 8          | 7         |               |             | 4             |
| Szlovénia                            | 14       | 7            |          |            | 5        |               |          |          |           |          |           |              |              |             |          |          | 2        |          |            |           |               |             |               |
| Magyarország                         | 16       |              |          |            |          |               |          |          | 2         |          |           |              | 8            |             |          |          | 3        |          |            |           |               |             | 3             |
| Azerbajdzsán                         | 180      | 6            | 6        | 8          | 6        | 12            | 6        | 10       | 12        | 8        | 6         | 12           |              | 7           | 10       | 12       |          | 12       | 10         | 8         | 10            | 12          | 7             |
| Görögország                          | 110      | 3            |          | 4          | 10       | 2             | 1        | 12       | 5         | 2        | 4         | 6            | 4            |             | 4        | 6        | 12       | 4        | 5          | 10        | 6             | 4           | 6             |
| Litvánia                             | 66       |              | 12       | 7          |          | 4             | 7        | 1        |           | 5        |           |              | 6            |             |          | 4        |          | 5        | 7          |           | 2             | 5           | 1             |
| Moldova                              | 106      | 5            | 5        | 2          | 7        | 5             | 10       | 7        | 7         |          | 3         | 5            | 7            | 6           |          |          |          | 8        | 2          | 4         | 7             | 8           | 8             |
| Albánia                              | 73       | 10           |          |            |          | 6             | 5        |          | 4         | 6        | 7         | 4            | 5            | 10          |          | 5        |          | 3        |            | 1         | 5             | 2           |               |
| Ukrajna                              | 80       |              | 3        | 6          | 1        | 7             |          | 6        | 6         |          |           | 8            | 10           | 3           | 2        | 8        |          |          | 3          |           |               | 7           | 10            |
| Észtország                           | 115      | 4            | 4        | 12         | 4        | 8             | 8        | 5        | 8         | 4        | 1         | 7            | 3            | 4           | 8        | 7        |          | 7        |            | 5         | 8             | 6           | 2             |
| Hollandia                            | 11       |              |          |            |          |               |          |          |           | 1        |           |              |              |             |          |          | 10       |          |            |           |               |             |               |

A sorok és az oszlopok a fellépés sorrendjében vannak rendezve. Az utolsó három oszlopban az itt szavazó automatikus döntősök ábécésorrendben találhatók meg.

## Döntő
A döntőt 2009. május 16-án rendezték meg. 

A döntő 25 résztvevője:
- Az automatikusan döntős "Négy Nagy":  Egyesült Királyság,  Franciaország,  Németország,  Spanyolország
- A házigazda ország és egyben a tavalyi év győztese:  Oroszország
- Az első elődöntő kilenc továbbjutója és a zsűri által kiválasztott ország (jelen esetben  Finnország)
- A második elődöntő kilenc továbbjutója és a zsűri által kiválasztott ország (jelen esetben  Horvátország)

| #  | Ország              | Előadó                    | Dal                                 | Helyezés | Pontszám |
| -- | ------------------- | ------------------------- | ----------------------------------- | -------- | -------- |
| 01 | Litvánia            | Sasha Son                 | Love                                | 23.      | 23       |
| 02 | Izrael              | Noa és Mira Awad          | There Must Be Another Way           | 16.      | 53       |
| 03 | Franciaország       | Patricia Kaas             | Et s’il fallait le faire            | 8.       | 107      |
| 04 | Svédország          | Malena Ernman             | La voix                             | 21.      | 33       |
| 05 | Horvátország        | Igor Cukrov és Andrea     | Lijepa Tena                         | 18.      | 45       |
| 06 | Portugália          | Flor-de-Lis               | Todas as ruas do amor               | 15.      | 57       |
| 07 | Izland              | Yohanna                   | Is It True?                         | 2.       | 218      |
| 08 | Görögország         | Sakis Rouvas              | This Is Our Night                   | 7.       | 120      |
| 09 | Örményország        | Inga & Anush              | Jan Jan                             | 10.      | 92       |
| 10 | Oroszország         | Anastasiya Prikhodko      | Mamo                                | 11.      | 91       |
| 11 | Azerbajdzsán        | AySel és Arash            | Always                              | 3.       | 207      |
| 12 | Bosznia-Hercegovina | Regina                    | Bistra voda                         | 9.       | 106      |
| 13 | Moldova             | Nelly Ciobanu             | Hora din Moldova                    | 14.      | 68       |
| 14 | Málta               | Chiara                    | What If We                          | 22.      | 31       |
| 15 | Észtország          | Urban Symphony            | Rändajad                            | 6.       | 129      |
| 16 | Dánia               | Brinck                    | Believe Again                       | 13.      | 74       |
| 17 | Németország         | Alex Swings! Oscar Sings! | Miss Kiss Kiss Bang                 | 20.      | 35       |
| 18 | Törökország         | Hadise                    | Düm tek tek                         | 4.       | 177      |
| 19 | Albánia             | Kejsi Tola                | Carry Me In Your Dreams             | 17.      | 48       |
| 20 | Norvégia            | Alexander Rybak           | Fairytale                           | 1.       | 387      |
| 21 | Ukrajna             | Svetlana Loboda           | Be My Valentine! (Anti-Crisis Girl) | 12.      | 76       |
| 22 | Románia             | Elena                     | The Balkan Girls                    | 19.      | 40       |
| 23 | Egyesült Királyság  | Jade Ewen                 | It’s My Time                        | 5.       | 173      |
| 24 | Finnország          | Waldo’s People            | Lose Control                        | 25.      | 22       |
| 25 | Spanyolország       | Soraya Arnelas            | La noche es para mí                 | 23.      | 23       |

### Pontbejelentők
2009. március 16-án Moszkvában sorsolták ki a döntőbeli szavazás sorrendjét. Az egyes országok pontbejelentőinek bejelentkezése a következőképpen alakult:
| 1. Spanyolország – Iñaki del Moral 2. Belgium – Maureen Louys 3. Fehéroroszország – Kacjarina Licvinava 4. Málta – Pauline Agius 5. Németország – Thomas Anders 6. Csehország – Petra Šubrtová 7. Svédország – Sarah Dawn Finer 8. Izland – Þóra Tómasdóttir 9. Franciaország – Yann Renoard 10. Izrael – Ofer Nachshon 11. Oroszország – Ingeborga Dapkūnaitė 12. Lettország – Roberto Meloni 13. Montenegró – Jovana Vukčević 14. Andorra – Brigits García | 1. Finnország – Jari Sillanpää 2. Svájc – Cécile Bähler 3. Bulgária – Joana Dragneva 4. Litvánia – Ignas Krupavičius 5. Egyesült Királyság – Duncan James 6. Macedónia – Froszina Joszifovszka 7. Szlovákia – Ľubomír Bajaník 8. Görögország – Aléxisz Kosztalász 9. Bosznia-Hercegovina – Laka 10. Ukrajna – Maruszja Horobec 11. Törökország – Meltem Ersan Yazgan 12. Albánia – Leon Menkshi 13. Szerbia – Jovana Janković 14. Ciprus – Szofía Paraszkevá | 1. Lengyelország – Radek Brzózka 2. Hollandia – Yolanthe Cabau van Kasbergen 3. Észtország – Laura Põldvere 4. Horvátország – Mila Horvat 5. Portugália – Helena Coelho 6. Románia – Alina Sorescu 7. Írország – Derek Mooney 8. Dánia – Felix Smith 9. Moldova – Andrei Porubin 10. Szlovénia – Peter Poles 11. Örményország – Sirusho 12. Magyarország – Novodomszky Éva 13. Azerbajdzsán – Hüsniyya Maharramova 14. Norvégia – Stian Barsnes Simonsen |

A döntő során technikai nehézségek miatt a sorsolással ellentétben Norvégia pontjait jelentették be utoljára.

### Ponttáblázat
|                     | Szavazók | Szavazók | Szavazók      | Szavazók   | Szavazók     | Szavazók   | Szavazók | Szavazók    | Szavazók     | Szavazók    | Szavazók     | Szavazók            | Szavazók | Szavazók | Szavazók   | Szavazók | Szavazók    | Szavazók    | Szavazók | Szavazók | Szavazók | Szavazók | Szavazók           | Szavazók   | Szavazók      | Szavazók   | Szavazók   | Szavazók | Szavazók | Szavazók | Szavazók | Szavazók | Szavazók  | Szavazók | Szavazók   | Szavazók | Szavazók      | Szavazók | Szavazók  | Szavazók  | Szavazók     | Szavazók  | Szavazók |
| Össz                | Litvánia | Izrael   | Franciaország | Svédország | Horvátország | Portugália | Izland   | Görögország | Örményország | Oroszország | Azerbajdzsán | Bosznia-Hercegovina | Moldova  | Málta    | Észtország | Dánia    | Németország | Törökország | Albánia  | Norvégia | Ukrajna  | Románia  | Egyesült Királyság | Finnország | Spanyolország | Montenegró | Csehország | Belgium  |          | Andorra  | Svájc    | Bulgária | Macedónia | Írország | Lettország |          | Lengyelország | Ciprus   | Szlovákia | Szlovénia | Magyarország | Hollandia |          |
| ------------------- | -------- | -------- | ------------- | ---------- | ------------ | ---------- | -------- | ----------- | ------------ | ----------- | ------------ | ------------------- | -------- | -------- | ---------- | -------- | ----------- | ----------- | -------- | -------- | -------- | -------- | ------------------ | ---------- | ------------- | ---------- | ---------- | -------- | -------- | -------- | -------- | -------- | --------- | -------- | ---------- | -------- | ------------- | -------- | --------- | --------- | ------------ | --------- | -------- |
| Litvánia            | 23       |          |               |            |              |            |          |             |              |             |              | 1                   |          |          |            | 2        | 1           |             |          |          |          |          |                    | 4          |               |            |            |          |          |          |          |          | 1         |          | 7          | 7        |               |          |           |           |              |           |          |
| Izrael              | 53       |          |               | 10         |              |            |          |             |              |             |              |                     | 8        |          |            | 5        |             |             |          |          |          | 1        |                    |            |               |            | 4          | 4        | 8        |          | 7        | 1        |           |          |            |          |               |          |           | 5         |              |           |          |
| Franciaország       | 107      | 6        | 5             |            |              |            |          | 6           | 6            | 6           | 10           |                     | 6        |          |            |          | 2           | 3           |          | 2        | 1        | 3        |                    | 1          | 4             | 3          | 1          |          | 1        | 7        | 3        | 7        |           |          | 3          | 5        | 3             |          |           |           | 7            |           | 6        |
| Svédország          | 33       |          |               | 2          |              |            |          | 3           |              |             |              |                     |          |          | 4          | 6        | 4           |             |          | 1        | 4        |          |                    |            | 7             |            |            |          |          |          | 2        |          |           |          |            |          |               |          |           |           |              |           |          |
| Horvátország        | 45       |          |               |            |              |            |          | 1           | 2            |             |              | 5                   | 12       | 2        |            |          |             |             |          |          |          |          |                    |            |               |            | 8          |          |          |          |          |          |           | 4        |            |          | 5             |          |           |           | 6            |           |          |
| Portugália          | 57       |          |               | 7          |              |            |          | 7           |              |             |              |                     | 1        |          |            | 3        |             |             |          |          |          |          |                    |            |               | 8          |            | 7        | 6        |          | 6        | 10       |           |          |            |          |               |          |           | 2         |              |           |          |
| Izland              | 218      | 8        | 10            |            | 10           | 2          | 8        |             | 4            | 5           | 3            |                     |          | 3        | 12         | 8        | 10          | 7           | 2        | 6        | 12       |          | 10                 | 8          | 10            |            | 5          | 2        |          | 2        | 8        | 5        | 5         | 2        | 12         | 8        |               | 1        | 5         | 6         | 5            | 7         | 7        |
| Görögország         | 120      |          |               |            | 2            | 7          |          |             |              | 10          | 4            |                     | 5        |          | 7          |          |             | 6           |          | 12       |          |          | 8                  | 5          |               | 1          | 2          |          | 5        | 5        |          | 2        | 12        |          |            |          | 6             |          | 12        |           | 4            | 4         | 1        |
| Örményország        | 92       |          | 8             | 6          | 3            |            | 4        | 5           |              |             | 5            |                     |          |          |            |          |             |             | 6        |          |          | 2        | 7                  |            | 1             | 4          |            | 12       | 7        | 1        |          |          | 6         | 1        |            |          |               | 2        | 4         | 3         |              |           | 5        |
| Oroszország         | 91       | 7        | 7             |            |              |            |          |             |              | 12          |              | 6                   |          | 6        |            | 10       |             | 5           | 4        |          |          | 8        |                    |            |               |            |            | 8        |          | 8        |          |          |           |          |            | 6        |               | 3        | 1         |           |              |           |          |
| Azerbajdzsán        | 207      | 5        | 6             | 1          | 8            | 10         |          |             | 8            | 1           | 7            |                     | 3        | 10       | 1          | 7        | 8           |             | 12       | 4        | 10       | 10       | 4                  | 3          | 2             |            | 6          | 10       | 3        | 10       |          |          | 8         | 3        |            | 4        | 4             | 6        | 8         | 4         | 1            | 10        | 10       |
| Bosznia-Hercegovina | 106      |          |               |            | 5            | 12         |          | 2           |              |             |              | 2                   |          |          |            |          |             | 2           | 8        | 5        |          |          |                    |            | 6             |            | 12         |          |          |          |          | 4        | 4         | 10       |            |          | 12            |          |           | 8         | 10           |           | 4        |
| Moldova             | 69       |          | 1             |            |              | 3          | 12       |             |              | 2           | 1            | 7                   |          |          |            |          |             |             | 7        |          | 3        | 7        | 12                 |            |               | 5          |            |          | 4        |          |          |          |           |          |            |          |               | 5        |           |           |              |           |          |
| Málta               | 31       | 1        |               |            |              |            |          |             |              |             |              |                     |          |          |            |          |             | 4           |          |          |          |          | 3                  | 6          | 3             |            |            |          |          |          | 1        |          |           |          | 5          | 1        | 7             |          |           |           |              |           |          |
| Észtország          | 129      | 10       |               |            | 7            | 6          |          | 10          | 5            |             | 8            | 4                   |          | 7        |            |          | 5           | 1           |          |          |          | 4        | 1                  |            | 12            |            |            |          |          | 4        |          |          |           |          | 6          | 10       |               | 8        | 3         | 12        |              | 6         |          |
| Dánia               | 74       | 2        |               | 5          |              |            |          | 4           |              |             |              |                     |          | 5        | 6          |          |             |             |          |          | 8        | 5        | 2                  |            |               |            |            |          |          |          | 5        |          |           |          | 4          | 3        | 1             | 7        | 6         |           | 8            | 3         |          |
| Németország         | 35       |          |               | 3          |              |            | 1        |             |              |             |              |                     | 2        |          |            |          | 7           |             | 1        | 3        | 6        |          |                    | 7          |               |            |            |          | 2        |          |          |          |           |          | 1          |          |               |          |           |           |              |           | 2        |
| Törökország         | 177      |          | 3             | 12         | 6            | 1          | 3        |             | 3            | 4           |              | 12                  | 7        |          | 5          |          | 6           | 10          |          | 10       | 7        |          | 6                  | 12         | 5             | 2          | 3          | 1        | 12       |          |          | 12       | 10        | 12       |            |          |               |          |           |           |              | 5         | 8        |
| Albánia             | 48       |          |               |            | 1            | 5          |          |             | 7            |             |              |                     |          |          |            | 1        |             |             | 10       |          |          |          |                    |            |               |            | 7          |          |          |          |          | 6        |           | 7        |            |          |               |          |           |           | 2            | 2         |          |
| Norvégia            | 387      | 12       | 12            | 8          | 12           | 8          | 5        | 12          | 10           | 8           | 12           | 8                   | 10       | 8        | 8          | 12       | 12          | 12          | 3        | 7        |          | 12       | 5                  | 10         | 8             | 12         | 10         | 3        | 10       | 12       | 10       | 8        | 2         | 8        | 8          | 12       | 10            | 12       | 10        | 10        | 12           | 12        | 12       |
| Ukrajna             | 76       | 4        | 2             |            |              |            | 6        |             |              | 3           | 2            | 10                  |          | 4        | 2          |          |             |             |          |          | 5        |          |                    | 2          |               | 6          |            | 5        |          | 6        |          |          |           |          |            |          |               | 10       |           | 1         |              | 8         |          |
| Románia             | 40       |          |               |            |              |            | 2        |             |              |             |              | 3                   |          | 12       |            |          |             |             | 5        |          |          |          |                    |            |               | 7          |            |          |          |          |          |          |           | 5        | 2          |          | 2             |          | 2         |           |              |           |          |
| Egyesült Királyság  | 173      | 3        | 4             | 4          |              | 4          | 10       |             | 12           | 7           | 6            |                     | 4        | 1        | 10         |          | 3           | 8           |          | 8        | 2        | 6        |                    |            |               | 10         |            | 6        |          | 3        | 4        |          | 7         | 6        | 10         | 2        | 8             | 4        | 7         | 7         | 3            | 1         | 3        |
| Finnország          | 22       |          |               |            | 4            |            |          | 8           |              |             |              |                     |          |          | 3          | 4        |             |             |          |          |          |          |                    |            |               |            |            |          |          |          |          |          | 3         |          |            |          |               |          |           |           |              |           |          |
| Spanyolország       | 23       |          |               |            |              |            | 7        |             | 1            |             |              |                     |          |          |            |          |             |             |          |          |          |          |                    |            |               |            |            |          |          |          | 12       | 3        |           |          |            |          |               |          |           |           |              |           |          |

A sorok a fellépés, az oszlopok előbb a döntősök, majd az elődöntőben kiesettek fellépési sorrendjében vannak rendezve.

### 12 pontos országok
Az alábbi országok kaptak 12 pontot a döntőben:
| Darab | Jutalmazott ország  | Szavazó nemzet |
| ----- | ------------------- | --- |
| 16    | Norvégia            | Fehéroroszország, Dánia, Észtország, Hollandia, Izland, Izrael, Lettország, Lengyelország, Litvánia, Magyarország, Németország, Oroszország, Spanyolország, Svédország, Szlovénia, Ukrajna |
| 6     | Törökország         | Azerbajdzsán, Belgium, Egyesült Királyság, Macedónia, Franciaország, Svájc |
| 3     | Bosznia-Hercegovina | Horvátország, Montenegró, Szerbia |
| 3     | Görögország         | Albánia, Bulgária, Ciprus |
| 3     | Izland              | Írország, Málta, Norvégia |
| 2     | Észtország          | Finnország, Szlovákia |
| 2     | Moldova             | Portugália, Románia |
| 1     | Azerbajdzsán        | Törökország |
| 1     | Egyesült Királyság  | Görögország |
| 1     | Horvátország        | Bosznia-Hercegovina |
| 1     | Oroszország         | Örményország |
| 1     | Örményország        | Csehország |
| 1     | Románia             | Moldova |
| 1     | Spanyolország       | Andorra |

## Nézettség
A 4+-os adatok a teljes lakosságra, a 18–49-es adatok a célközönségre vonatkoznak.
A műsor magyarországi nézettsége:
|                      | Sugárzás                                 | M1                  | M1                  | M1           | M1  | Forrás |
| Teljes lakosság (4+) | Teljes lakosság (4+)                     | Célközönség (18–49) | Célközönség (18–49) |              |     | Forrás |
| AMR                  | Sugárzás                                 | Arány (SHR%)        | AMR                 | Arány (SHR%) |     | Forrás |
| -------------------- | ---------------------------------------- | ------------------- | ------------------- | ------------ | --- | ------ |
| Első elődöntő        | 2009. május 12., kedd 21:00 – 23:00      | 419 000             | 11,7                | 108 000      | 6,9 | [ 13 ] |
| Második elődöntő     | 2009. május 14., csütörtök 21:00 – 23:00 | 459 000             | 12,1                | 137 000      | 8,5 | [ 13 ] |
| Visszaszámlálás      | 2009. május 16., szombat 20:15 – 20:55   | 406 000             | 10                  | 67 000       | 4,4 | [ 13 ] |
| Döntő                | 2009. május 16., szombat 21:00 – 0:30    | 385 000             | 12,8                | 122 000      | 8,8 | [ 13 ] |

## Térkép

A döntő résztvevői
Az elődöntőkben kiesett országok
Országok, melyek korábban részt vettek, de ebben az évben nem

## Galéria

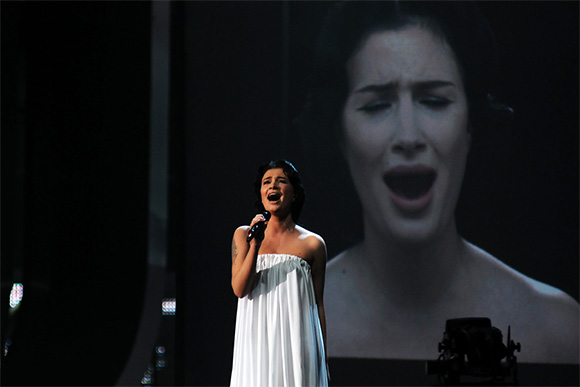
Anastasiya Prikhodko, Mamo, Oroszország
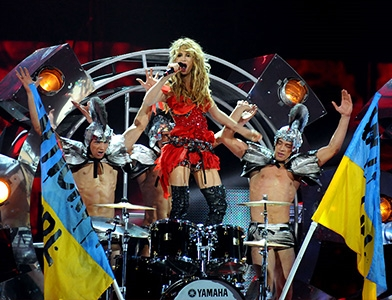
Svetlana Loboda, Be my Valentine! (Anti-crisis Girl), Ukrajna
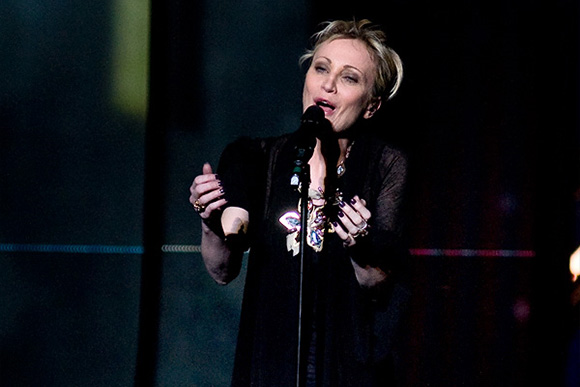
Patricia Kaas, Et s'il fallait le faire, Franciaország